# Penser/Classer
Penser/Classer est un recueil d'essais posthume de Georges Perec publié en 1985. Il regroupe treize textes publiés antérieurement et doit son titre au dernier et plus long de ces essais.

## Textes regroupés
Le recueil est constitué de treize textes :
- « Notes sur ce que je cherche[1] » : Perec définit quatre horizons à son travail : le monde qui l’entoure, sa propre histoire, le langage, la fiction. Il ne peut répondre à la question du «Pourquoi j’écris ? » qu’en écrivant. Mais il diffère sans cesse l’instant où l’image qu’il se fait de la littérature — au-delà de l’écriture— serait comme un puzzle inexorablement inachevé.

- « De quelques emplois du verbe habiter[2] » :  Comment expliquer où l’on habite ?
- « Notes concernant les objets qui sont sur ma table de travail[3] » :  Marquant un espace, ils sont au cœur de l’émergence d’une expérience[4].
- « Trois chambres retrouvées [5]» :  Une remontée descriptive dans le temps[6].
- « Notes brèves sur l'art et la manière de ranger les livres[7] » : Une hésitation entre l’illusion de l’achevé et le vertige de l’insaisissable.
- « Douze regards obliques[8] » : L’objet de mode, l’objet à la mode, n’est rien d’autre que son signe. Mais est-ce un sujet à la mode ?
- « Les Lieux d'une ruse[9] » :  Comment – et pourquoi – retrouver ce qui s’est dit dans le cadre d’une analyse[10] ?
- « Je me souviens de Malet & Isaac[11] » : « Une histoire feinte où les événements, les idées et les (grands) hommes se mettent en place comme les pièces d’un puzzle[12]. »
- « 81 fiches-cuisine à l'usage des débutants[13] » :  Sole, ris de veau, lapin : recettes combinatoires.
- « Lire : esquisse socio-physiologique[14] » : On ne lit pas n’importe comment, ni n’importe quand, ni n’importe où, même si on lit n’importe quoi.
- « De la difficulté qu'il y a à imaginer une Cité idéale[15] » : Récapitulatif alphabétique de cette difficulté.
- « Considérations sur les lunettes[16] » :  Ce que voit celui qui n’a pas besoin de lunettes quand il en met, ressemble-t-il à ce que celui qui en a réellement besoin voit quand il ne les a pas ?
- « Penser/Classer[17] » :  Surtout une affaire de montage, de distorsion, de contorsion, de détours, de miroirs.

## Analyse
Dans ce recueil, la volonté de classement de Georges Perec s'étend à de nombreux domaines. Il commence par répartir ses œuvres en quatre catégories : sociologique, autobiographique, ludique et romanesque, puis se demande comment ranger sa bibliothèque, et énumère les objets présents sur sa table de travail. Mais la typologie va au-delà de l'intérêt littéraire et s'attache avec « tristesse et [...] émerveillement [aux] minuscules plaisirs de la vie quotidienne » : fiches-cuisine, lunettes, mode, souvenirs de Malet et Isaac. L'écrivain se laisse alors aller aux « joies ineffables de l'énumération ».
Le dernier texte montre des tentatives de classement et des commentaires sur les classifications en tous sens qui aboutissent à un « vertige taxinomique ». Ces classements permettent à Perec d'enregistrer le réel, et ainsi de lutter contre l'hypermnésie qui le frappe (maladie qui oblige le cerveau à enregistrer chaque information de la vie quotidienne ). Mais ils constituent aussi une étude sociologique du quotidien.